# Curtis Jones (voetballer)
Curtis Jones (Liverpool, 30 januari 2001) is een Engels voetballer die doorgaans als middenvelder speelt voor Liverpool FC.

## Clubcarrière

### Liverpool
Jones begon op negenjarige leeftijd in de jeugd van Liverpool. Hij maakte zijn debuut in Liverpool onder 23 in januari 2018 en tekende op 1 februari 2018 zijn eerste profcontract. Jones trainde regelmatig mee met de eerste selectie tegen het eind van het seizoen 2017/18 en zat voor het eerst bij de selectie voor de Merseyside-derby tegen Everton op Goodison Park. Hij kreeg de kans om trainer Jürgen Klopp te overtuigen tijdens de zomer van 2018. Hij speelde in de meeste vriendschappelijke wedstrijden ter voorbereiding op het seizoen 2018/19.
Op 7 januari 2019 maakte Jones zijn debuut in het eerste elftal. Hij mocht als basisspeler starten in de wedstrijd voor de derde ronde van de FA Cup in de uitwedstrijd tegen Wolverhampton Wanderers. In augustus 2019 werd bekendgemaakt dat Jones een langdurig contract met Liverpool had getekend wat hem tot 30 juni 2024 aan de club verbond. Op 7 december 2019 maakte Jones zijn competitiedebuut voor Liverpool in de met 0–3 gewonnen uitwedstrijd tegen Bournemouth.
Zijn eerste doelpunt maakte hij op 5 januari 2020. In de derde ronde van de FA Cup, tegen stadsgenoot Everton, krulde hij de bal over doelman Jordan Pickford heen, waarmee de wedstrijd eindigde in een 1–0 overwinning voor Liverpool.

## Clubstatistieken
| Seizoen | Club      | Competitie     | Competitie | Competitie | Competitie | Beker | Beker | Beker | Europa | Europa | Europa | Totaal | Totaal | Totaal |
| Seizoen | Club      | Competitie     | Wed.       | Dlp.       | Ass.       | Wed.  | Dlp.  | Ass.  | Wed.   | Dlp.   | Ass.   | Wed.   | Dlp.   | Ass.   |
| ------- | --------- | -------------- | ---------- | ---------- | ---------- | ----- | ----- | ----- | ------ | ------ | ------ | ------ | ------ | ------ |
| 2018/19 | Liverpool | Premier League | 0          | 0          | 0          | 0     | 0     | 0     | —      | —      | —      | 0      | 0      | 0      |
| 2019/20 | Liverpool | Premier League | 6          | 1          | 0          | 2     | 0     | 1     | 0      | 0      | 0      | 8      | 1      | 1      |
| 2020/21 | Liverpool | Premier League | 24         | 1          | 2          | 2     | 2     | 0     | 5      | 1      | 0      | 31     | 4      | 2      |
| 2021/22 | Liverpool | Premier League | 15         | 1          | 1          | 4     | 0     | 0     | 4      | 0      | 0      | 23     | 1      | 1      |
| 2022/23 | Liverpool | Premier League | 18         | 3          | 1          | 3     | 0     | 0     | 2      | 0      | 0      | 23     | 3      | 1      |
| 2023/24 | Liverpool | Premier League | 17         | 1          | 1          | 7     | 4     | 0     | 4      | 0      | 2      | 28     | 5      | 3      |
| TOTAAL  | TOTAAL    | TOTAAL         | 80         | 7          | 5          | 18    | 6     | 1     | 15     | 1      | 2      | 93     | 22     | 8      |

Bijgewerkt op 22 februari 2024.

## Interlandcarrière
Jones werd op 21 mei 2024 door bondscoach Gareth Southgate opgenomen in de voorlopige Engelse selectie voor het EK 2024 in Duitsland, maar hij werd gepasseerd voor de definitieve selectie.

## Erelijst
| FIFA Club World Cup | 1× | 2019    |
| Premier League      | 1× | 2019/20 |
| League Cup          | 1× | 2021/22 |

1 Alisson ·
2 Gomez ·
3 Endo ·
4 Van Dijk  ·
5 Konaté ·
7 Díaz ·
8 Szoboszlai ·
9 Núñez ·
10 Mac Allister ·
11 Salah ·
14 Chiesa ·
17 Jones ·
18 Gakpo ·
19 Elliott ·
20 Jota ·
21 Tsimikas ·
26 Robertson ·
38 Gravenberch ·
43 Bajcetic ·
47 Phillips ·
56 Jaroš ·
62 Kelleher ·
66 Alexander-Arnold ·
78 Quansah ·
80 Morton ·
84 Bradley ·
95 Davies ·
Coach: Slot
· Assistent-coach: Heitinga
· Assistent-coach: Hulshoff
· Keeperstrainer: Taffarel